# Ribeirão de Guaratinguetá
O Ribeirão de Guaratinguetá forma a "bacia do Ribeirão Guaratinguetá", juntamente com os seus principais afluentes o  ribeirão do Taquaral, ribeirão do Guameral, ribeirão Cacunda e ribeirão do Sino.
O Riberão nasce na Serra da Mantiqueira, e atravessa o município de Guaratinguetá, na direção sudeste para nordeste. É um dos afluentes da margem esquerda do Rio Paraíba do Sul.
As águas desta bacia são utilizadas para o abastecimento da cidade de Guaratinguetá, para o cultivo de arroz e  o uso rural com destaque para o cultivo do arroz e  piscicultura.
Existe um Projeto de recuperação de mata-ciliar e recomposição de Mata Atlântica, ao longo desse ribeirão, por meio de plantio de espécies nativas.